# Дистанционная торговля
Дистанционная торговля (от англ. distance, «расстояние») — одна из форм розничной продажи товаров, отличием которой от традиционной магазинной торговли, является наличие между продавцом и потребителем расстояния. Таким образом, между продавцом и покупателем не происходит личного контакта, а покупатель совершает покупку на основе изображений и текстового описания товаров.
Продажа товара дистанционным способом предполагает, что покупатель ознакомился с товаром не в полном объёме: не было тактильных ощущений и не была оценена сама работа товара.

## История
Уже в конце XIX века дистанционная торговля была хорошо развита в США, России и других странах. В США данный вид торговли символизировал один из принципов демократии: человек имеет право покупать любые вещи вне зависимости от его места проживания и наличия соответствующего ассортимента в магазинах.
Традиционно приобретение товаров происходило посредством услуг почты, а основным средством демонстрации товаров потребителю были печатные каталоги.
В 1970-е — 1990-е годы понятие «дистанционной торговли» значительно расширилось, поскольку компании, специализирующиеся на данной услуге, начали применять дополнительные каналы передачи информации, включая телевидение, Интернет и мобильную связь.
На сегодняшний день это также и одно из наиболее стремительно развивающихся и перспективных направлений бизнеса во всем мире. Обороты дистанционной торговли достигают в отдельных европейских странах до 7 % национального ВВП.
Развитие дистанционной торговли особенно актуально для регионов крупных стран, когда покупатели в основном находятся в отдалении от районных центров с развитой инфраструктурой.
В 2016 году Российский институт потребительских испытаний разработал ГОСТ для дистанционной торговли, который планируют утвердить в октябре 2017 года.

## Нормативное регулирование
В Российской Федерации купля-продажа товаров дистанционным способом регулируется Гражданским кодексом Российской Федерации, федеральным законом «О защите прав потребителей» (ст. 26.1), Правилами продажи товаров дистанционным способом (Постановление Правительства РФ № 612 от 27 сентября 2007 года), федеральными законами «О рекламе», «О персональных данных» и другими постановлениями и актами.
Существенное значение имеет и складывающаяся судебная практика о праве потребителя на возврат товаров надлежащего качества без объяснения причин. Как подтверждает главный научный консультант компании «Юридическая служба столицы» Дмитрий Ястребов: «Судебная практика внесла свои коррективы, касательно права потребителя на возврат потребителем некоторых видов товаров надлежащего качества, например, предметы личной гигиены, парфюмерно-косметические товары, ювелирные изделия».
Интересы российского рынка дистанционной торговли представляет Национальная ассоциация дистанционной торговли, основанная в 2004 году.
На Украине купля-продажа товаров с помощью средств дистанционной связи регулируется специальными Правилами продажи товаров на заказ и за пределами торговых или офисных помещений, которые предусматривают возможность покупки через телекоммуникационные сети, почтовую связь, телевидение и Интернет. Правила приняты основываясь на опыте стран Европейского Союза, и их положения призваны защищать, в первую очередь, интересы потребителя. Требования же потребителей относительно качества, безопасности, гарантийного ремонта и обмена товарами удовлетворяются в соответствии с Законом Украины «О защите прав потребителей».